# Een Kroon van Zwaarden
Een Kroon van Zwaarden is het zevende deel in de epische fantasyserie Het Rad des Tijds, geschreven door de Amerikaanse schrijver Robert Jordan. De serie vertelt het verhaal van vijf jonge mensen uit het vredige dorp Emondsveld die het middelpunt worden van een vernietigende reeks gebeurtenissen die de wereld veranderen.

## Inhoud
Rhand Altor kreeg de eerste negen Aes Sedai achter zich met een eed van trouw op het Licht en hun wedergeboorte.
Terug in Cairhien blijkt de heerszuchtige vrouw Colavaere de Cairhiense troon te hebben genomen die volgens Rhand eigenlijk Elayne Trakand behoort.
Daarna komt hij met Perijn Aybara in conflict en stuurt hij hem weg met de opdracht de Profeet Masema naar Cairhien te brengen.
Egwene Alveren, de Amyrlin Zetel van de rebellerende Aes Sedai in Salidar probeert de Zaal van Salidar te bewegen op te trekken tegen Elaida in de Witte Toren van Tar Valon.
Terwijl sommige Aes Sedai zoals Sheriam haar volgen, zijn er vele andere in de Zaal die zich tegen haar verzetten.
Egwene weet na enkele moeilijke confrontaties met de Zaal het initiatief over te nemen en de troepen van Aes Sedai en Garet Brin beginnen de mars naar het noorden, naar Tar Valon.
Pedron Nial, de Kapiteinheer-Gebieder van de Kinderen van het Licht wordt vermoord, Emon Valda wordt zijn opvolger.
De hoofdstad Amador van Amadicia wordt dan aangevallen door de Seanchanen. De Witmantels trekken naar het noorden naar de Profeet. Morgase en haar gezelschap vertrekken terug naar Caemlin.
Sammael en Graendal bezoeken de Shaido na de slag van Dumais Bron. Ze beloven hen een manier om zich snel te verplaatsen, maar Sammael verspreidt hen met behulp van poorten over Geldan, Morland en tussen Rhands troepen.
Moghedien wordt na haar bevrijding naar Shayol Ghul gebracht. Daar wordt ze in een Geestesval van Moridin opgesloten. Waarna Moridin haar naar Ebo Dar stuurt.
Elayne, Nynaeve, Aviendha en Mart komen met behulp van de Kinsvrouwen en het Zeevolk steeds dichter bij de Schaal der Winden, een sterke Ter'angreaal die de macht van de Duistere over het weer zou kunnen breken. De Duistere stuurt namelijk een grote hittegolf over de landen van het Rad, terwijl het al lang winter zou moeten zijn. 
Tijdens een gesprek tussen Nynaeve en het Zeevolk, wordt het schip aangevallen met Lotsvuur door Moghedien. Nynaeve weet maar net aan de dood te ontsnappen doordat ze gered wordt door haar geliefde Lan. Ze besluit meteen te trouwen. Door Marts Ta'veren en geluk vindt hij het gebouw waarin de Schaal der Winden ligt.
Binnen in het gebouw worden ze aangevallen door Duistervrienden en zelfs een Gholam. Toch weten ze te ontsnappen.
Maar dan vallen de Seanchanen ineens Ebo Dar binnen. Mart weet niet te ontsnappen.
Uiteindelijk trekt Rhand samen met zijn legers en de Asha'man op naar Illian, om Heer Brend, die in werkelijkheid de Verzaker Sammael is, te doden. Ze gebruiken een Poort om recht in het hart van Illian te komen en zo de verdediging te omzeilen. Sammael lokt Rhand door een andere poort naar Shadar Logoth. Waarin Sammael door Mashadar wordt gedood.
De koning van Illian Mattin Stephaneos is al enkele dagen vermist en de Raad van Negen bieden hem de kroon van Illian aan, de Kroon van Zwaarden.
Het Oog van de Wereld · De Grote Jacht · De Herrezen Draak · De Komst van de Schaduw · Vuur uit de Hemel · Heer van Chaos · Een Kroon van Zwaarden · Het Pad der Dolken · Hart van de Winter · Viersprong van de Schemer · Mes van Dromen · De Naderende Storm · De Torens van Middernacht · Het Licht van Weleer — 
Prequel: Een Nieuw Begin